# Raionul Cecelnîk, Vinnița
Cecelnîk (în ucraineană Чечельницький район, transliterat: Cecelnîțkîi raion) este un raion în regiunea Vinnița, Ucraina. Reședința sa este așezarea de tip urban Cecelnîk.

## Demografie
Componența lingvistică a raionului Cecelnîk
     Ucraineană (98,53%)
     Rusă (1,17%)
     Alte limbi (0,2%)
Conform recensământului din 2001, majoritatea populației raionului Cecelnîk era vorbitoare de ucraineană (98,53%), existând în minoritate și vorbitori de rusă (1,17%).